# Walter Bower
Walter Bower o Bowmaker (Haddington, 1385 circa – 24 dicembre 1449) è stato uno storico scozzese, originario della regione East Lothian in Scozia.

## Biografia
Egli fu abate dell'Abbazia di Inchcolm (nel Firth of Forth) dal 1418, uno dei commissari addetti all'incasso della concussione di Giacomo I, re di Scozia, nel 1423 e 1424, e nel 1433 uno degli ambasciatori a Parigi nella trattativa per il matrimonio della sorella del re con il Delfino di Francia. Egli ebbe un ruolo importante nel concilio di Perth (1432) in difesa dei diritti scozzesi.
Durante i suoi ultimi anni si dedicò alla stesura dello Scotichronicon su cui è imperniata la sua fama. Questo lavoro, realizzato nel 1440 su desiderio di un vicino, Sir David Stewart di Rosyth, fu una continuazione del Chronica Gentis Scotorum di Giovanni di Fordun. Il lavoro, nella sua forma originale, consisteva in sedici libri, dei quali i primi cinque e una parte del sesto (fino al 1163) sono completamente opera sua. Nei libri successivi, fino al regno di Roberto I (1371), attinse al Gesta Annalia di Fordun, ma da quel punto fino alla fine l'opera è originale e di importanza contemporanea, in particolare per Giacomo I, con la cui morte ha fine il trattato. Esso fu terminato nel 1447.